# معتز العمري
معتز العمري (1974-) فنان تشكيلي فلسطيني الأصل مواليد دمشق، من عائلة فلسطينية من حيفا هجّرت بفعل الإحتلال الإسرائيلي لفلسطين عام 1948 الى سوريا، يجسد في أعماله واقع القضية الفلسطينية بوجدانها وثقافة الشعب الفلسطيني وتاريخه وعراقته، ودرس الخط العربي في معهد الثقافة الشعبية وحصل على دبلوم بالرسم والديكور من في تي سي التابعة لوكالة الأمم المتحدة لغوث وتشغيل اللاجئين الفلسطينيين عام 1994، ودرس الجرافيك والتصميم الإعلاني عام 1998، والفن في مركز أدهم إسماعيل للفنون التشكيلية بدمشق عام 2000، وهو عضو ومسؤول المعارض في اتحاد الفنانين التشكيليين الفلسطينيين، وعضو مؤسس في تجمع فناني فلسطين، ومدرس غرافيك في المركز التربوي للفنون التشكيلية التابع لوزارة التربية في دمشق ومصمماً إعلانياً بواسطة الحاسوب، وعمل في الحفر في مرسم الفنان مصطفى الحلاج.
نال الجائزة الأولى في يوم القدس العالمي في إيران عام 2008، وجائزة يوم القدس العالمي الثانية في إيران عام 2018.

## المعارض
أقام العمري بعض من المعارض التي جسد فيها واقع القضية الفلسطينية وثقافة الشعب الفلسطيني وتاريخه، ومنها: معرض تجليات إنسانية في دمشق عام 2017، ومعرض أبجديات في اللاذقية عام 2019، ومعرض ترانيم في سوريا عام 2019، معرض الشباب عام 2005، وورشة عمل جماعية في المركز الفلسطيني للثقافة والفنون عام 2007، معرض الخريف خلال العامين 2017-2018، وملتقى الفن في السويداء عام 2018، إضافةً الى مشاركة جماعية في معرض "ض"، ومشارك دائم بمعرض يوم الأرض السنوي، ومعرض على طريق القدس. وشارك مع الفنان الحلاج بطباعة أعماله وجداريته فضلاً عن مشاركته في العديد من المعارض الكبرى في سورية، وفي ملتقى بصمات الفنانين العرب في مصر 2015، وفي معرض عبير الثرى بمدينة غزة في فلسطين 2014، وأعماله مقتناة من قبل وزارة الثقافة في سورية.